# Kessleria alpmaritimae
Kessleria alpmaritimae es una especie de polilla del género Kessleria, familia Yponomeutidae.
Fue descrita científicamente por Huemer & Mutanen en 2015.